# Maia McCoy
Maia Alyse McCoy (Memphis, 9 dicembre 1996) è una velocista statunitense che dall'aprile 2024 al giugno 2025 ha rappresentato la Liberia.

## Biografia
Maia Alyse McCoy è nata e cresciuta con i suoi genitori Joe e Marla a Memphis, nel Tennessee. È cresciuta giocando a basket, ma al liceo è stata convinta a dedicarsi all'atletica leggera. Ha frequentato l'Università del Tennessee, dove ha conseguito la laurea triennale e successivamente il master in Scienze della Comunicazione con specializzazione in Giornalismo.
Nel 2024, ha accettato l'opportunità di rappresentare la Liberia in competizioni internazionali, qualificandosi attraverso l'iniziativa di reclutamento del Paese volta a rafforzare la sua squadra nazionale. Sebbene non avesse legami familiari o residenziali con la Liberia, questa opportunità le ha permesso di competere in incontri internazionali.
Ha vinto la medaglia d'argento sia nei 100 metri piani che nella staffetta 4x100 metri ai Giochi Panafricani ad Accra in Ghana. Ha vinto la medaglia d' argento nei 100 metri e quella di bronzo nella staffetta 4x100 metri ai campionati africani a Douala, in Camerun.
Più tardi, quello stesso anno, a seguito di preoccupazioni sulla legittimità delle pratiche di reclutamento e di problemi organizzativi all'interno della federazione atletica liberiana, ha avviato un trasferimento di fedeltà agli Stati Uniti. Ha dichiarato di non avere legami personali, familiari o culturali con la Liberia e che la sua decisione di rappresentare brevemente il Paese è stata un passo falso strategico. Ora è orgogliosa di rappresentare gli Stati Uniti, il paese in cui è nata, cresciuta e ha ereditato il suo retaggio. Nel 2027 potrà rappresentare la nazionale statunitense nelle competizioni
È nota per la sua creatività nel creare outfit alla moda per le gare di atletica utilizzando capi del marchio di abbigliamento sportivo e da casa di Rihanna, Savage X Fenty, diventandone ambascitrice

## Record nazionali della Liberia
Seniores
- Staffetta 4x100 m: 42"93 ( Douala, 23 giugno 2024) (Destiny Smith-Barnett, Maia McCoy, Symone Darius, Ebony Morrison)

## Progressione

### 60 metri piani
| Stagione | Misura  | Luogo       | Data      | Rank. Mond. |
| -------- | ------- | ----------- | --------- | ----------- |
| 2025     | 7"36(i) | Clemson     | 14-2-2025 |             |
| 2024     | 7"25(i) | Clemson     | 9-2-2024  |             |
| 2023     | 7"25(i) | Lubbock     | 27-1-2023 |             |
| 2020     | 7"20(i) | Clemson     | 14-2-2020 |             |
| 2019     | 7"24(i) | Clemson     | 8-2-2019  |             |
| 2018     | 7"36(i) | Birmingham  | 13-1-2018 |             |
| 2017     | 7"39(i) | Bloomington | 8-12-2017 |             |
| 2016     | 7"54(i) | Birmingham  | 22-1-2016 |             |

### 100 metri piani
| Stagione | Misura | Luogo        | Data      | Rank. Mond. |
| -------- | ------ | ------------ | --------- | ----------- |
| 2025     | 10"96  | Eisenstadt   | 23-7-2025 |             |
| 2024     | 11"16  | Douala       | 22-6-2024 |             |
| 2023     | 11"08  | Gainesville  | 15-4-2023 |             |
| 2022     | 11"20  | Clermont     | 1-5-2022  |             |
| 2021     | 11"12  | Jacksonville | 29-5-2021 |             |
| 2019     | 11"51  | Coral Gables | 23-3-2019 |             |
| 2018     | 11"25  | Tampa        | 25-5-2018 |             |
| 2017     | 11"68  | Gainesville  | 31-3-2017 |             |
| 2016     | 11"77  | Tuscaloosa   | 13-5-2016 |             |
| 2015     | 11"82  | New Orleans  | 28-3-2015 |             |
| 2014     | 11"63  | Murfreesboro | 24-5-2014 |             |
| 2013     | 12"29  | Murfreesboro | 24-5-2013 |             |
| 2012     | 12"31  | Memphis      | 18-5-2012 |             |

### 200 metri piani
| Stagione | Misura   | Luogo        | Data      | Rank. Mond. |
| -------- | -------- | ------------ | --------- | ----------- |
| 2025     | 22"55    | Gainesville  | 18-4-2025 |             |
| 2024     | 23"54    | Gainesville  | 12-4-2024 |             |
| 2023     | 23"28    | Tuscaloosa   | 22-4-2023 |             |
| 2021     | 23"00    | Jacksonville | 29-5-2021 |             |
| 2020     | 23"44(i) | Clemson      | 15-2-2020 |             |
| 2019     | 23"03(i) | Fayetteville | 22-2-2019 |             |
| 2018     | 23"11    | Tampa        | 26-5-2018 |             |
| 2017     | 23"58    | Columbia     | 22-4-2017 |             |
| 2016     | 23"92    | Baton Rouge  | 23-4-2016 |             |
| 2015     | 24"55    | Murfreesboro | 22-5-2015 |             |
| 2014     | 23"94    | Murfreesboro | 24-5-2014 |             |
| 2013     | 24"49    | Murfreesboro | 24-5-2013 |             |
| 2012     | 25"48    | Memphis      | 18-5-2012 |             |

## Palmarès
| Anno                         | Manifestazione      | Sede   | Evento      | Risultato      | Prestazione | Note        |
| ---------------------------- | ------------------- | ------ | ----------- | -------------- | ----------- | ----------- |
| In rappresentanza di Liberia |                     |        |             |                |             |             |
| 2024                         | Giochi panafricani  | Accra  | 100 m piani | Argento        | 11"49       | [ 6 ]       |
| 2024                         | Giochi panafricani  | Accra  | 4x100 m     | Argento        | 44"02       |             |
| 2024                         | World Relays        | Nassau | 4x100 m     | Qual. olimpica | 44"31       |             |
| 2024                         | Campionati africani | Douala | 100 m piani | Argento        | 11"16       | [ 7 ]       |
| 2024                         | Campionati africani | Douala | 4x100 m     | Bronzo         | 44"38       | [ 8 ] [ 9 ] |

## Campionati nazionali
2021
- 14ª in semifinale ai trials olimpici statunitensi (Eugene), 100 metri piani - 11"16
- 19ª in batteria ai trials olimpici statunitensi (Eugene), 200 metri piani - 23"24

2022
- 26ª in batteria ai campionati statunitensi (Eugene), 100 metri piani - 11"22

2023
- 20ª in batteria ai campionati statunitensi (Eugene), 100 metri piani - 11"22

## Altre competizioni internazionali
2025
- 6ª al Doha Diamond League ( Doha), 100 metri piani - 11"10
- Argento al Meeting international Mohammed VI d'athlétisme de Rabat ( Rabat), 100 metri piani - 11"08
- 5ª al Golden Gala Pietro Mennea ( Roma), 200 metri piani - 22"91
- 5ª ai Bislett Games ( Oslo), 100 metri piani - 11"16
- 4ª al Bauhaus-Galan ( Stoccolma), 100 metri piani - 11"12
- 8ª al Prefontaine Classic ( Eugene), 100 metri piani - 11"17
- 7ª all'Herculis ( Monaco), 100 metri piani - 11"19
- 9ª al Kamila Skolimowska Memorial ( Chorzów), 200 metri piani - 22"99